# Karnaz
Karnaz (arabe : كرناز,  Syriaque ܟܪܢܵܫْܹܐ également orthographié Kirnaz et Kernaz modifié de Kafr naz ܟܦܪ ܐܢܵܫْܹܐ)  est une ville dans le nord de la Syrie, administrativement partie du Gouvernorat de Hama, situé au nord-ouest de Hama. À proximité des localités d'inclure Kafr Zita et Khan Shaykhun à l'est, la ville de Kafr Nabudah vers le nord, Apamée (Qal`at al-Madhīq) et al-Suqaylabiyah à l'ouest et la ville de Kafr Hud, Tremseh, et de Shaizar vers le sud. En fonction de la Syrie Bureau Central des Statistiques, Karnaz avait une population de 14,075 dans le recensement de 2004. Ses habitants sont majoritairement musulmans sunnites. Les habitants de Karnaz sont connus pour leur ouverture et leur coexistence avec d'autres groupes de la société syrienne. Ils vivent en harmonie avec d'autres villages chrétiens voisins comme Al-Suqaylabiyah, Kafr Hud et Mhardeh, ainsi qu'avec les villages alaouites voisins comme Hurat Ammurin, Ein Elkorum et Tell Salhab à l'ouest. Cette caractéristique continue malgré des complications de la guerre civile après 2012.

## Étymologie
Karnaz modifié à partir de la mot Kafr naz, de même, de nombreux villages de la région: la mot 'Kafr' ܟܦܪ est un mot Syriaque qui se signifie "ferme" ou "village". La deuxième partie de " Naz " est peut être modifie de "Nasheh" ܐܢܵܫْܹܐ, qui se signifie people.

## Services et installations publiques

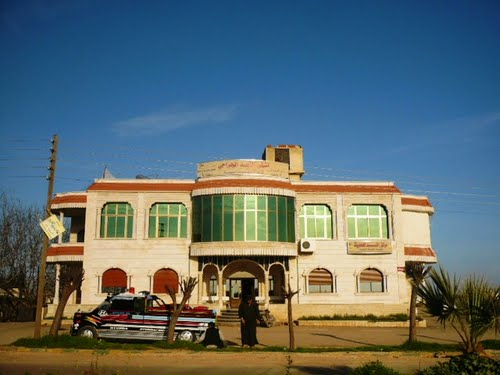
l'unique hôpital de Karnaz est devenu centre militaire pour le régime de la force

De nombreuses écoles publiques à côté de quelques privée de langues des instituts constituent la base du processus éducatif pour les élèves. Sur les sept enfants ont été tués en raison d'une attaque sur leur école au 12 novembre 2014. Certaines des installations importantes, comme l'unique hôpital de la ville, est devenu centre militaire d'Assad troupes et ses milices alliées après ils complètement le contrôle de la ville en février 2013.

## La guerre civile syrienne
Au cours de la guerre civile en Syrie, les forces rebelles avaient le contrôle de la ville jusqu'au début de février 2013, lorsque de l'armée arabe syrienne et les forces pro-gouvernementales ont encerclé la ville de l'ouest et du sud. le 8 février 2013, le gouvernement et les rebelles sources ont confirmé le combat a pris fin avec le retrait des forces rebelles. Plus tard, le 14 mars 2018, les forces rebelles ont lancé une offensive sur la ville, avec des Hamamiyat et Magha ir. Cette offensive est connu comme la Colère pour la Ghouta de la campagne. Les forces rebelles ont capturé tous les 3 villes, et les villes des environs. Le régime en réponse a lancé plusieurs frappes aériennes contre la ville dans une tentative de le reprendre,.